# Lisianthius cuspidatus
Lisianthius cuspidatus là một loài thực vật có hoa trong họ Long đởm. Loài này được Bertol. mô tả khoa học đầu tiên năm 1840.